# Live in Paris: I Just Wanna Rock
Live In Paris: I Just Wanna Rock je čtvrté koncertní album kytarového virtuóza Joe Satrianiho, vydané v únoru roku 2010 a bylo nahrané v Paříži v roce 2008.

## Seznam skladeb
Všechny skladby napsal Joe Satriani.

### Disk 1
1. "I Just Wanna Rock" – 3:53
2. "Overdriver" – 5:18
3. "Satch Boogie" – 4:36
4. "Ice 9" – 4:38
5. "Diddle-Y-A-Doo-Dat" – 4:15
6. "Flying In A Blue Dream" – 5:40
7. "Ghosts" – 4:52
8. "Revelation" – 6:31
9. "Super Colossal" – 4:36
10. "One Big Rush" – 3:38
11. "Musterion" – 4:53
12. "Out Of The Sunrise" – 6:28

### Disk 2
1. "Time Machine" – 8:46
2. "Cool #9" – 6:06
3. "Andalusia" – 6:49
4. "Bass Solo" – 6:31
5. "Cryin'" – 6:42
6. "The Mystical Potato Head Groove Thing" – 5:53
7. "Always with Me, Always with You" – 9:01
8. "Surfing with the Alien" – 6:16
9. "Crowd Chant" – 3:27
10. "Summer Song" – 8:05